# Drago Vuković
Drago Vuković, hrvaški rokometaš, * 3. avgust 1983, Split.
Leta 2004 je na poletnih olimpijskih igrah v Atenah v sestavi hrvaške reprezentance osvojil zlato olimpijsko medaljo. Leta 2012 je z reprezentanco osvojil še bronasto medaljo.